# Halowe Mistrzostwa Europy w Lekkoatletyce 2019 – sztafeta 4 × 400 m kobiet
Sztafeta 4 × 400 metrów kobiet – jedna z konkurencji biegowych rozgrywanych podczas halowych lekkoatletycznych mistrzostw Europy w hali Emirates Arena w Glasgow. Tytuł mistrzowski sprzed dwóch lat obroniły reprezentantki Polski.

## Terminarz
| Data    | Godzina |       |
| ------- | ------- | ----- |
| 3 marca | 21:40   | Finał |

## Rekordy
|                          | Reprezentacja                                                                         | Wynik   | Miejsce           | Data                  |
| ------------------------ | ------------------------------------------------------------------------------------- | ------- | ----------------- | --------------------- |
| Rekord świata            | Rosja · Julija Guszczina, Olga Kotlarowa · Olga Zajcewa, Olesia Krasnomowiec          | 3:23,37 | Glasgow, Szkocja  | 28 stycznia 2006(dts) |
| Rekord Europy            | Rosja · Julija Guszczina, Olga Kotlarowa · Olga Zajcewa, Olesia Krasnomowiec          | 3:23,37 | Glasgow, Szkocja  | 28 stycznia 2006(dts) |
| Rekord mistrzostw Europy | Wielka Brytania · Eilidh Doyle, Shana Cox · Christine Ohuruogu · Perri Shakes-Drayton | 3:27,56 | Göteborg, Szwecja | 3 marca 2013(dts)     |

## Rezultaty

### Finał
| Poz. | Tor | Reprezentacja   | Zawodniczki                                                                          | Wynik   | Uwagi |
| ---- | --- | --------------- | ------------------------------------------------------------------------------------ | ------- | ----- |
| 01 ! | 6   | Polska          | Anna Kiełbasińska Iga Baumgart-Witan Małgorzata Hołub-Kowalik Justyna Święty-Ersetic | 3:28,77 | WL    |
| 02 ! | 3   | Wielka Brytania | Laviai Nielsen Zoey Clark Amber Anning Eilidh Doyle                                  | 3:29,55 | SB    |
| 03 ! | 4   | Włochy          | Raphaela Lukudo Ayomide Folorunso Chiara Bazzoni Marta Milani                        | 3:31,90 | SB    |
| 4.   | 5   | Francja         | Déborah Sananes Amandine Brossier Kalyl Amaro Agnes Raharolahy                       | 3:32,12 | SB    |
| 5.   | 1   | Belgia          | Cynthia Bolingo Mbongo Hanne Claes Margo Van Puyvelde Camille Laus                   | 3:32,46 | NR    |
| 6.   | 2   | Szwajcaria      | Cornelia Halbheer Léa Sprunger Fanette Humair Yasmin Giger                           | 3:33,72 | NR    |